# 李錦裳
李錦裳（1862年—1922年），新會七堡人，是李錦記的創始人。李錦裳早年離開七堡，沿著珠江到了香山南水，他在香山南水發明了蠔油製法，並於1888年成立了李錦記。

## 家族
現時在香港：
- 李文達，李錦記集團主席。
- 李文達的長子，李惠民，李錦記有限公司主席。
- 李文達的次子，李惠雄。
- 李文達的三子，李惠中。
- 李文達的四子，李惠森。

## 资产
- 銅鑼灣啟超道6至8號 [2]
- 上環無限極廣場
- 倫敦芬喬奇街20號商廈
- 李錦記健康産品集團
- 無限極 ( 香港 ) 有限公司
- 无限极（中国）有限公司（原南方李锦记有限公司）